# کتل دیکاپیتیشن
کتل دیکاپیتیشن (به انگلیسی: Cattle Decapitation) یک گروه دث‌گرایند از سن دیگو کالیفرنیا است که در سال ۱۹۹۶ شکل گرفت. ترکیب گروه شامل تراویس رایان (خواننده)، جاش المور (گیتار)، دیو مک‌گراو (درام) و درک انگمن (بیس) است. کتل دیکاپیتیشن تا کنون شش آلبوم منتشر کرده است که آخرین آن‌ها یکپارچگی رفتارهای غیرانسانی (Monolith of Inhumanity) در سال ۲۰۱۲ بوده است.

## اعضا

### اعضای کنونی
- تراویس رایان – خواننده (۱۹۹۷–تاکنون)
- جاش المور – گیتار (۲۰۰۱–تاکنون)
- دیو مک‌گراو – درام (۲۰۰۸–تاکنون)
- درک انگمن – بیس (۲۰۱۰–تاکنون)

### اعضای پیشین
- اسکات میلر – گیتار، خواننده (۱۹۹۶)
- گیب صربین – گیتار، درام (۱۹۹۶–۲۰۰۱)
- دیو آستر – درام، بیس (۱۹۹۶–۲۰۰۳)
- مایکل لفلین – درام (۲۰۰۳–۲۰۰۷)
- تروی افتدال – بیس (۱۹۹۸–۲۰۰۹)
- کوین تلی – اجرای زنده درام (۲۰۰۶)
- راهسان دیویس – اجرای زنده بیس (۲۰۰۹)

## آلبوم‌ها
- ۲۰۰۰: هوموور (به انگلیسی: Homovore)
- ۲۰۰۲: برای خدمت به انسان (به انگلیسی: To Serve Man)
- ۲۰۰۴: کود انسانی (به انگلیسی: Humanure)
- ۲۰۰۶: سرنوشت. خونین. سرنوشت (به انگلیسی: Karma.Bloody.Karma)
- ۲۰۰۹: طبقه درو کردن (به انگلیسی: The Harvest Floor)
- ۲۰۱۲: یکپارچگی رفتارهای غیرانسانی (به انگلیسی: Monolith of Inhumanity)